# NGC 2570
NGC 2570 je galaksija u zviježđu Raku.

## Vanjske poveznice
- SEDS: NGC 2570